# Garage Olimpo
Garage Olimpo è un film del 1999 diretto da Marco Bechis.
Pellicola di produzione italo-argentina, è stata presentata nella sezione Un Certain Regard del Festival di Cannes.

## Trama
María è una giovane attivista militante in un'organizzazione clandestina che si oppone alla dittatura militare al governo in Argentina. Vive in città in una grande casa, insieme alla madre, che ha affittato alcune stanze dell'appartamento, e a Félix, un ragazzo timido innamorato di lei.
Una mattina irrompono in casa poliziotti e militari in borghese e arrestano María che viene rinchiusa in un centro clandestino chiamato Garage Olimpo. Per far parlare María, il capo del centro affida il compito a uno dei suoi uomini più fidati: Félix, l'affittuario. María scopre che Félix è il suo torturatore ma anche la sua unica speranza di salvezza. Durante la reclusione, Maria bacia Félix, poi prova a scappare ma è ripresa.
Il comandante del centro di detenzione viene ucciso per opera di una giovane guerrigliera, Ana, che, essendo amica della figlia del militare e quindi frequentando la sua casa, è in grado di collocare una bomba sotto il suo letto. Al Garage Olimpo quindi giunge un nuovo capo che fa salire su un aereo anche María, assieme agli altri sequestrati, che verranno eliminati nei voli della morte, divenendo desaparecidos.

## Commento
È un film concreto, duro e reale, che lascia intuire senza eccessi di sadismo la violenza dei centri di detenzione e tortura illegali dove si rinchiudevano gli oppositori al regime. Secondo film di Marco Bechis e primo di un dittico, comprendente il successivo Figli/Hijos del 2001, sulla tragica stagione della dittatura in Argentina e sul dramma dei desaparecidos.
Il regista stesso, all'epoca ventenne, era stato arrestato, torturato e, grazie al passaporto italiano, espulso dall'Argentina. Nel 1981, col sostegno di Amnesty International, aveva organizzato a Milano una mostra sui desaparecidos.

Riuscì a girare il film molti anni dopo gli avvenimenti, dopo un lungo periodo di riflessione. A questo proposito il backstage Baires - Sarajevo del 2000 è una lucida riflessione su come ha trovato le immagini del film. 
(Marco Bechis)
Il risultato fu un'operazione di raffreddamento e astrazione della materia trattata, dove ogni eccesso spettacolare è bandito: gli aguzzini giocano come normali ragazzi a ping-pong, e tra carnefice e vittima si instaura un rapporto di dipendenza.
Il motivo conduttore delle ripetute riprese aeree di Buenos Aires potrebbe essere interpretato come lo sguardo di un potere onnipotente e inafferrabile. Altre letture, offrono l'immagine di una città tranquilla, florida, abbracciata da una tranquillità apparente, dove non avviene nulla di anomalo.
Il drammatico episodio di Ana che colloca una bomba sotto il letto del comandante del centro di detenzione è un evidente riferimento all'attentato del 18 giugno 1976 in cui il generale Cesáreo Ángel Cardozo, capo della polizia argentina (Jefe de la Policía Federal) e uno dei principali dirigenti della repressione, rimase ucciso dall'esplosione di una bomba collocata proprio sotto il letto matrimoniale nella sua abitazione da una giovane militante montonera, Ana María González, un'amica intima e una compagna di studi della figlia del militare che quindi frequentava liberamente la casa.

## Riconoscimenti
- 2000 - David di Donatello
  - Miglior produttore a Amedeo Pagani
  - Nomination Miglior film
  - Nomination Miglior regista a Marco Bechis
  - Nomination Migliore sceneggiatura a Marco Bechis e Lara Fremder
  - Nomination Miglior montaggio a Jacopo Quadri
- 2000 - Nastro d'argento
  - Nomination Regista del miglior film a Marco Bechis
  - Nomination Miglior produttore a Amedeo Pagani
  - Nomination Miglior soggetto a Marco Bechis
  - Nomination Migliore montaggio a Jacopo Quadri
- 2000 - Globo d'oro
  - Miglior film a Marco Bechis
  - Miglior sceneggiatura a Marco Bechis e Lara Fremder
  - Miglior attrice esordiente a Antonella Costa
  - Nomination Miglior attrice a Antonella Costa
- 2000 - Ciak d'oro
  - Miglior montaggio a Jacopo Quadri

## Cameo
Il regista Marco Bechis compare in un cameo nella prima inquadratura del film, sull'autobus, dopo il piano sequenza iniziale.

## Teatro
Nel 2001 la sceneggiatura di Garage Olimpo fu adattata per il palcoscenico da Giancarlo Brancale e portata in scena dalla compagnia “L'urlo”, con la regia di Carlo Fineschi:  lo spettacolo debuttò al teatro Colosseo di Roma, per gruppi di quaranta spettatori la volta, sul palcoscenico in mezzo agli attori; la condannata a morte era interpretata da Alessia Giuliani.  L'allestimento fu ripreso fra le altre nelle stagioni 2006-2007 e 2008-2009